# Manfred Eiben
Manfred Eiben (* 21. November 1953) ist ein deutscher ehemaliger Fußballtorwart.
Von 1975 bis 1979 stand er beim TSV 1860 München in der ersten und zweiten Bundesliga unter Vertrag. Der Torhüter war 1975 von der SpVgg Mühldorf, als Nachfolger von Henri Françillon, zum damaligen Zweitligisten gekommen. Bernhard Hartmann war die klare Nummer 1 bei den „Löwen“. In der 2. Bundesliga Süd kam er in der Saison 1975/76 zu zwei Einsätzen. Seine beiden einzigen Bundesligaeinsätze absolvierte er in der Saison 1977/78 gegen Fortuna Düsseldorf und den 1. FC Köln. Ebenfalls kam er in den Saisonen 1975/76 und 1977/78 zu jeweils 2 Einsätzen im DFB-Pokal für die „Löwen“. 1979 wechselte er zum vom Ex-1860er Alfred Kohlhäufl trainierten bayrischen Amateurverein TSV 1861 Straubing, mit dem er 1980 von der Bezirks- in die Landesliga aufstieg. 1982 folgte ein Engagement beim TSV Ampfing und mit der Bayern-Auswahl der 3. Platz im Amateurländerpokal.
Heute arbeitet er als Hausmeister am Ruperti-Gymnasium in Mühldorf am Inn.